# Conrad Dobler
Conrad Dobler (Chicago; 1 de octubre de 1950-Pueblo, Colorado; 13 de febrero de 2023) fue un jugador estadounidense de fútbol americano que jugó diez temporadas con tres equipos en la NFL en la posición de guard y jugó en tres ocasiones en el Pro Bowl.

## Carrera
Fue elegido en la posición global 110 de la quinta ronda del Draft de 1972 por los St. Louis Cardinals proveniente de los Wyoming Cowboys en la posición de guardia ofensivo derecho, posición en la que jugó de 1972 a 1977 a la par de Dan Dierdorf, quien sería elegido al Salón de la Fama. En la temporada de 1975 los Cardinals solo permitieron ocho capturas, con lo que logró aparecer en el Pro Bowl en tres ocasiones consecutivas. Ganó fama por ser un jugador rudo y considerado sucio en su forma de juego, pero fuera del campo era muy diferente, y fue la tapa de la revista Sports Illustrated de julio de 1977, que consideró a Dobler como "El Jugador Más Sucio del Fútbol Americano".
En 1978 fue traspasado a los New Orleans Saints, donde jugó por dos temporadas para pasar a los Buffalo Bills en 1980, equipo con el que se retiraría un año más tarde.

## Tras el retiro
Dobler fue conocido por sus agresiones en el campo, por ejemplo por darle un puñetazo a Joe Greene, escupir y lesionar a Bill Bergey, y darle una patada en la cabeza a Merlin Olsen, lo que provocó que su imagen fuera parodiada en un comercial de la cerveza Miller Lite. Olsen pasó a ser un símbolo de venganza por los actos de Dobler, reflejado en una escena de la serie de TV Father Murphy. Los NFL Films ubican la agrasión de Dobler hacia Bergey en el lugar #9 del NFL Top 10 entre la lista de rivalidades.
Dobler pagó un alto precio por su carrera en la NFL, pasó por numerosas operaciones para reparar su cuerpo dañado. Incapacitado, Dobler tuvo nueve reemplazos de rodilla. Esperando para ver si necesitaba de nuevas cirugías, Dobler, como cualquier otro veterano discapacitado del fútbol americano, obutvo la licencia de discapacitados de la NFL.
El 5 de abril de 2007 The Buffalo News reportó que como resultado de un desmayo en 2001, la esposa de Dobler, Joy, quedó parapléjica. Los altos costos para los cuidados de Joy pusieron a la familia de Dobler en un duro problema financiero, por lo que sus hijos Holli y Stephen se quedaron sin dinero para asistir a la universidad. El campeón del golf y filántropo Phil Mickelson vio lo sucedido por ESPN y voluntariamente financió la carrera universitaria de Holli en Miami University y de Stephen en University of Kansas. El 21 de junio de 2018 Dobler fue introducido al National Polish-American Sports Hall of Fame en Troy, Míchigan.